# Тъмносива иглоопашатка
Тъмносива иглоопашатка (Synallaxis brachyura), наричана също тъмносива шипоопашатка, е вид птица от семейство Furnariidae.

## Разпространение
Видът е разпространен в Еквадор, Колумбия, Коста Рика, Никарагуа, Панама, Перу и Хондурас.